# Efectes de la radiació electromagnètica en la salut
Aquest article tracta sobre els efectes sobre la salut de les radiacions no ionitzants. Per obtenir efectes negatius sobre la salut de les radiacions ionitzants, vegeu la intoxicació per radiació.
A nivells de flux prou alts, s'ha detectat que diverses bandes de radiació electromagnètica causen efectes nocius sobre la salut de les persones. La radiació electromagnètica es pot classificar en dos tipus: radiació ionitzant i radiació no ionitzant, basada en la capacitat d’un sol fotó amb energia superior a 10 eV per ionitzar àtoms o trencar enllaços químics. Les ultraviolades extremes i les freqüències més altes, com ara els raigs X o els raigs gamma, són ionitzants i presenten els seus propis perills especials: veure radiació i intoxicació per radiació. L’últim quart del segle xx va experimentar un augment espectacular del nombre de dispositius que emeten radiacions no ionitzants en tots els segments de la societat, cosa que va provocar una elevada preocupació per la salut per part d’investigadors i metges i un interès associat a la regulació governamental per a fins de seguretat. El risc més freqüent per a la salut de les radiacions és la cremada solar, que causa aproximadament entre 100.000 i 1 milió de nous càncers de pell anualment als Estats Units.

## Tipus de perills

### Riscs elèctrics
Els camps elèctrics i magnètics oscil·lants en la radiació electromagnètica poden induir una corrent elèctrica en qualsevol conductor pel que passi. La radiació severa pot provocar corrents capaces d’ocasionar una descàrrega elèctrica a persones o animals. També pot sobrecarregar i destruir equips elèctrics. La inducció de corrent per camps magnètics oscil·lants és també la forma en la que les tempestes solars interfereixen amb el funcionament dels sistemes elèctrics o electrònics, causant anys o l'explosió dels sistemes de distribució i els transformadors o apagaments (com el 1989), i interfereixen amb els senyals electromagnètics (per exemple, ràdio, TV, senyal telefònic).

### Risc d'incendi
Radiació electromagnètica extremadament alta potència pot causar corrents elèctrics d’alta potència fins i tot per crear espurnes (arc elèctric) quan un voltatge induït excedeix la tensió de ruptura en el medi circumdant (v.g. aire). Aquestes guspires poden provocar la ignició de materials inflamables o gasos, possiblement conduint a una explosió. Això és un risc particular en les rodalies d’explosius o focs artificials, ja que una sobrecàrrega elèctrica pot iniciar l'explosió. Aquest risc és comunament anomenat HERO (Riscs de radiació electromagnètica de l'artilleria). L'informe MIL-STD-464A ordena l'avaluació d'un sistema de l'Exèrcit dels Estats Units, mentre que el document de la Marina OD 30393 proveeix principi de disseny i tècniques de control per als riscs electromagnètics de l'artilleria. Per una altra part, els riscs relacionats amb l’abastiment de combustible es coneixen com a HERF (en anglès: Hazards of Electromagnetic Radiation to Fuel, ‘Risc EM d'abastiment de combustible’). El document NAVSEA OP 3565 Vol. 1 es pot utilitzar per avaluar HERF, el que permet una densitat de potència màxima de 0,09 W / m² per a freqüències inferiors a 225 MHz (p.e. 4,2 metres per a un emissor de 40 W).

### Riscs biològics
L'efecte biològic millor comprès dels camps electromagnètics és que causa l'escalfament dielèctric. Per exemple, tocar o romandre sobre d'una antena mentre que un transmissor d'alta potència està en operació, pot produir severes cremades. És el mateix efecte que es produeix a l’interior d’un forn microones. Aquest efecte termogenerador varia amb la potencia de l'emissió i amb la freqüència de l'energia electromagnètica. Una mesura d’aquest efecte és la taxa d’absorció específica o SAR, la qual té unitats de watts per quilogram (W / kg). El IEEE i molts governants nacionals han establert límits de seguretat per a exposició a diverses freqüències d’energia electromagnètica basada en els manuals SAR, els quals resguarden contra el dany tèrmic. Hi ha publicacions que recolzen efectes complexos biològics de camps dèbils no terminals electromagnètics (vegi Bioelectromagnetisme), inclosos camps magnètics ELF dèbils i camps RF modulats i de microones. Mecanismes fonamentals de la interacció entre el material biològic i els camps electromagnètics a nivells no tèrmics no estan dilucidats completament.

#### Fragmentació de l'ADN
Un estudi de 2009 que va tenir lloc a la Universitat de Basilea a Suïssa va descobrir que l'exposició intermitent (però no contínua) de cèl·lules humanes a un camp electromagnètic de 50 Hz amb una densitat de flux de 1 mT (o 10 G) induïa un lleuger però significatiu increment de la fragmentació de l’ADN en l'electroforesi en gel de cèl·lula individual. No obstant aquest nivell d'exposició ja està sobre dels actuals límits de seguretat establits d'exposició.

## Transmissió d'energia elèctrica
La preponderància de l'evidència suggereix que quan el consum d’energia de baixa freqüència és baix, la radiació electromagnètica associada amb el corrent no constitueix un perill per a la salut a curt o llarg termini, i mentre alguns dels mecanismes biofísics per a la promoció del càncer s'han proposat (per exemple, els camps elèctrics al voltant de les línies d’alimentació atrauen aerosols contaminants, cap no n'ha reeixit. Tot i així, algunes investigacions han implicat l'exposició en una sèrie que aquests inclouen, però no es limiten a, leucèmia infantil, leucèmia adulta, malalties neurodegeneratives (com a esclerosi lateral amiotròfica), avortament espontani, depressió clínica.

## Telèfons mòbils i la radiació
Sobre els telèfons mòbils i radiació la preocupació pel tema ha augmentat especialment a arrel de l’increment enorme en l’ús de telefonia sense fils mòbil en tot el món. Els telèfons mòbils usen radiació electromagnètica en el rang de microones, i alguns creuen que pot ser dolent per a la salud. Això ho ha abocat la comunitat científica a una gran quantitat d’investigacions (epidemiològiques i experimentals, tant en no humans com en humans). La preocupació sobre els efectes en la salut ha augmentat sobre tot en el que respecta a sistemes digitals sense fils, com les xarxes sense fils de transmissió de dades. L'Organització Mundial de la Salut, basada en un punt de vista consensuat entre les comunitats científiques i mèdiques, afirma que els efectes de salut (per exemple, càncers) no semblen estar causats pels telèfons cel·lulars o les seves estacions bases. Per altra banda, tot i no haver-hi evidència científica sobre la possible relació entre les radiacions electromagnètiques del rang de les microones (xarxes mòbils i xarxes domèstiques wifi de dades) i el càncer, encara que sí comprèn que l'exposició continua i prolongada d'aquestes radiacions no ionitzants provoquen en alguns individus amb efectes sensibles especials en el seu organisme com mals de cap, nerviosisme, alteracions del son (major dificultat per conciliar-lo) i inclús mareig, depenent de la intensitat i el temps al que es vegin sotmesos. Aquestes alteracions poden ser més freqüents en individus amb menor massa corporal, com són els nens de poca edat, ja que la radiació electromagnètica del rang de les microones afecta en major mesura als seus organismes per tenir menys massa corporal de la mateixa manera que un filet de 100 grams necessita menys temps de cocció en un microones que un filet de 500 grams.